# Peter Schille

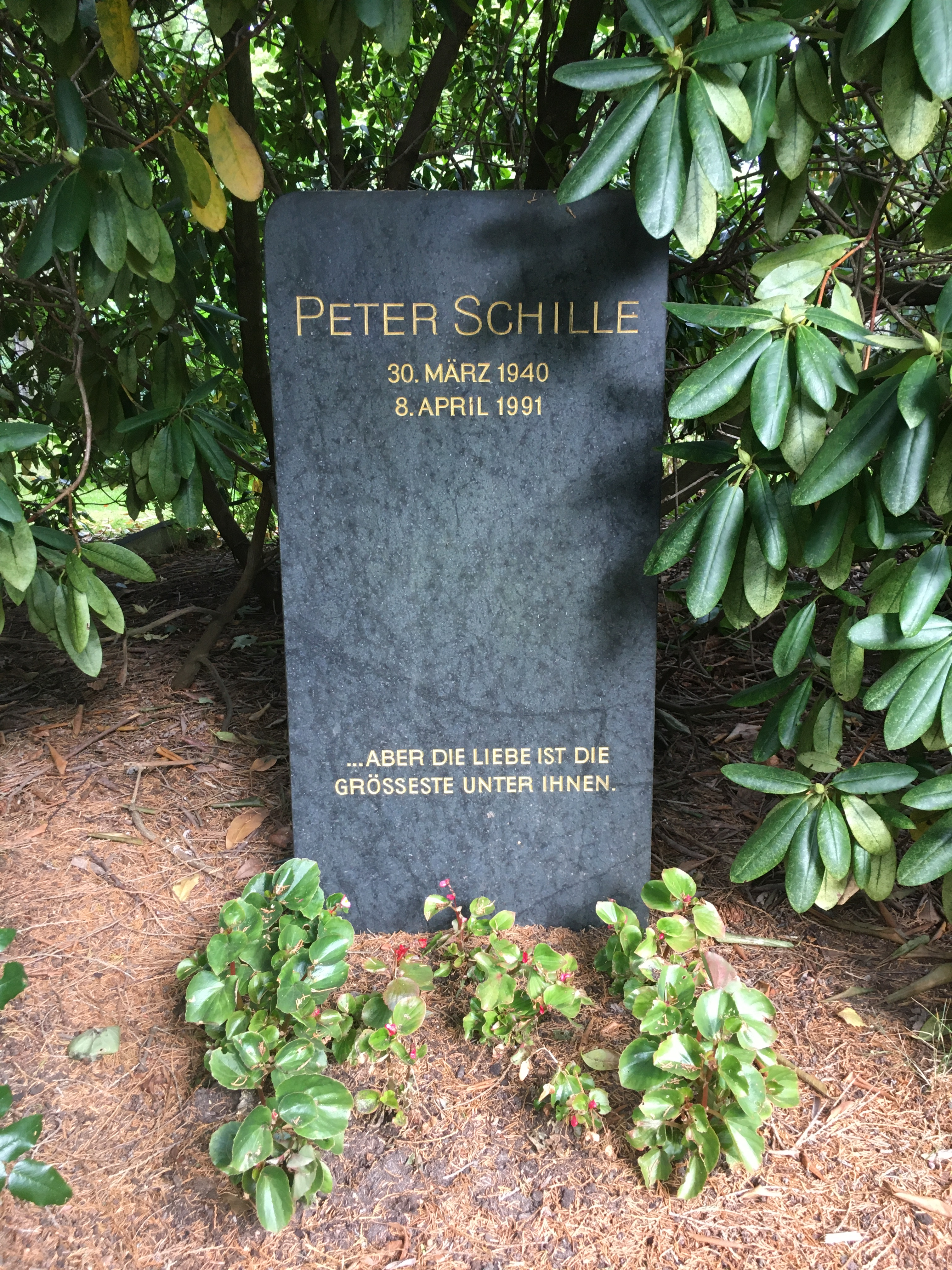
Grabstätte Peter Schille auf dem Friedhof Ohlsdorf

Peter Schille (* 30. März 1940 in Nordhausen; † 8. April 1991 in Hamburg) war ein deutscher Journalist.

## Leben
Schille hat nie Journalismus studiert und arbeitete ab 1970 bei der Zeitschrift m aus dem Burda-Verlag zusammen mit Peter Schünemann, Bazon Brock, Michael Naumann und anderen.
In München war er Anfangs Volontär bei der Abendzeitung. Anschließend wechselte er zunächst zu GEO und von dort zum ZEIT Magazin.
Ab 1985 bis zu seinem Tod arbeitete Schille für den Spiegel. Für seine Reportage Er ist ein wildes Tier im Spiegel wurde er 1987 mit dem Egon-Erwin-Kisch-Preis ausgezeichnet. Über seine Arbeit zum Prozess gegen Klaus Barbie schrieb er:

„Eine Reportage, in der man zwischen den Seiten nicht die Tränen, das Heulen und Zähneklappern und das furchtbare Getöse des gegenseitigen Mordens hört, ist keine Reportage.“

Schille beschäftigte sich in seiner Zeit als Spiegel-Reporter vornehmlich mit menschlichem Elend an Orten in Äthiopien, Afghanistan, Mosambik, Haiti und Palästina aber auch mit Osteuropa vor und während der Wende.
Er war verheiratet und hatte einen Sohn, John Michael. Schille starb 1991 im Alter von 51 Jahren an Krebs und wurde auf dem Hamburger Friedhof Ohlsdorf im Planquadrat Q 9 beigesetzt.

## Veröffentlichungen
- Bedrohte Paradiese. Erkundungen in Europas schönsten Naturreservaten, zusammen mit Hans W. Silvester. Gruner und Jahr, Hamburg 1982. ISBN 3-570-04955-8.
- Dnjepr: Kummer mit Batjuschka. In: Geo-Magazin. Hamburg 1980, 1, S. 120–144. Informativer Erlebnisbericht. ISSN 0342-8311